# Vessioli (Primórie)
Vessioli - Весёлый (rus) - és un possiólok (poble) del krai de Primórie, a l'Extrem Orient de Rússia, que en el cens del 2010 tenia 40 habitants.